# Brad Fiedel
Brad Ira Fiedel (ur. 10 marca 1951 w Nowym Jorku) – amerykański kompozytor filmowy. Popularność zdobył w latach 80., pisząc muzykę do wielu znanych produkcji, głównie z gatunku filmów akcji oraz thrillerów. Inspiracją dla jego twórczości była intensywnie rozwijająca się w drugiej połowie XX w. muzyka elektroniczna.

## Twórczość
Pochodził z rodziny artystów muzycznych – ojciec był kompozytorem i muzykiem, a matka tancerką. Ukończył The Barlow School Nowym Jorku (Amenia town). Początkowo był tekściarzem, który sam wykonywał swoje piosenki w klubach. Przez krótki okres był klawiszowcem w zespole „Hall and Oates”. Działalność w branży muzyki filmowej rozpoczął w latach 70., tworząc ścieżki dźwiękowe do filmów telewizyjnych (głównie edukacyjnych). Na dużym ekranie jako autor muzyki filmowej zadebiutował w 1974 roku w horrorze Suicide Cult Jamesa Glickenhausa. W 1984 roku reżyser James Cameron zatrudnił Fiedela do prac nad muzyką do filmu science fiction Terminator, co otworzyło kompozytorowi drogę do wielkiej kariery. Film okazał się jednym z największych hitów lat 80., odkrywając także talent austriackiego kulturysty Arnolda Schwarzeneggera w gatunku filmów akcji. Główny motyw muzyczny filmu stał się znakiem rozpoznawczym Fiedela. W 1991 James Cameron ponownie powierzył mu kompozycję muzyki w sequelu Terminator 2. Jednak w ostatnich latach jego działalność cieszyła się mniejszym zainteresowaniem. Powodem była zmiana obszaru zainteresowań kompozytora, który zaczął komponować musicale. Jego ostatnie znaczące osiągnięcie w dziedzinie muzyki filmowej datuje się na rok 1995, i pomimo że motyw muzyczny jego autorstwa został wykorzystany w kolejnych filmach cyklu Terminator (kontynuacjach z roku 2003, 2008 i 2009), nie widać przesłanek na temat powrotu Fiedela do działalności w branży filmowej.

## Filmografia
- 1999: Y2K (TV)
- 1999: Turks (TV)
- 1999: Purgatory (TV)
- 1998: From the Earth to the Moon (TV)
- 1997: Timecop (TV)
- 1996: Mistrial (TV)
- 1996: Rasputin (TV)
- 1996: T2 3D: Battle across Time
- 1996: Eden
- 1995: Johnny Mnemonic
- 1994: Prawdziwe kłamstwa
- 1994: Blink
- 1993: Nick's Game (TV)
- 1993: Pole rażenia
- 1993: Niesamowita McCoy
- 1992: Teamster Boss: The Jackie Presser Story (TV)
- 1992: Straight Talk
- 1992: Gladiator
- 1992: Amazing Stories: Book Four
- 1991: Reasonable Doubts (TV)
- 1991: Terminator 2: Dzień sądu
- 1991: Blood Ties (TV)
- 1991: Plymouth (TV)
- 1990: Night Visions (TV)
- 1990: Forgotten Prisoners: The Amnesty Files (TV)
- 1990: Zimna stal
- 1989: Perfect Witness (TV)
- 1989: Immediate Family
- 1989: Cold Sassy Tree (TV)
- 1989: Opowieści z krypty
- 1989: Samotny w obliczu prawa
- 1988: Postrach nocy 2
- 1988: Midnight Caller (TV)
- 1988: Oskarżeni
- 1988: Hot Paint (TV)
- 1988: Hostage (TV)
- 1988: Wąż i tęcza
- 1988: Weekend War (TV)
- 1987: Right to Die (TV)
- 1987: Bluffing It (TV)
- 1987: The Last Innocent Man (TV)
- 1987: Wielki luz
- 1987: Nowhere to Hide
- 1987: Nowhere to Hide (TV)
- 1986: Sunday Drive (TV)
- 1986: Let's Get Harry
- 1986: Of Pure Blood (TV)
- 1986: Popeye Doyle (TV)
- 1986: Northstar (TV)
- 1986: Second Serve (TV)
- 1986: A Fighting Choice (TV)
- 1986: Under Siege (TV)
- 1986: Desert Bloom
- 1986: Brotherhood of Justice (TV)
- 1985: The Midnight Hour (TV)
- 1985: Into Thin Air (TV)
- 1985: Compromising Positions
- 1985: Postrach nocy
- 1985: Fraternity Vacation
- 1985: Deadly Messages (TV)
- 1984: Children in the Crossfire (TV)
- 1984: The Three Wishes of Billy Grier (TV)
- 1984: Terminator
- 1984: Anatomy of an Illness (TV)
- 1984: Nienasycony
- 1984: When She Says No (TV)
- 1984: The Baron and the Kid (TV)
- 1983: Heart of Steel (TV)
- 1983: Girls of the White Orchid (TV)
- 1983: Right of Way (TV)
- 1983: Jacobo Timerman: Prisoner Without a Name, Cell Without a Number (TV)
- 1983: Hit and Run
- 1983: Cocaine: One Man’s Seduction (TV)
- 1983: Murder in Coweta County (TV)
- 1982: Born Beautiful (TV)
- 1982: Dreams Don't Die (TV)
- 1982: Mae West (TV)
- 1981: Dream House (TV)
- 1981: Just Before Dawn
- 1981: The People vs. Jean Harris (TV)
- 1981: Night School
- 1981: The Bunker (TV)
- 1980: The Day the Women Got Even (TV)
- 1980: Reunion (TV)
- 1980: Playing for Time (TV)
- 1980: Hardhat and Legs (TV)
- 1979: ABC Afterschool Specials (TV)
- 1979: Mayflower: The Pilgrims' Adventure (TV)
- 1977: Looking Up
- 1976: Gums
- 1976: Deadly Hero
- 1976: Apple Pie
- 1975: Suicide Cult

## Nagrody
Nagroda ASCAP za:
- 1992 – Terminator 2: Dzień sądu
- 1995 – Prawdziwe kłamstwa

## Życie osobiste
Jest żonaty z aktorką Ann Dusenberry.